# Psychoda eremita
Psychoda eremita är en tvåvingeart som beskrevs av Quate 1964. Psychoda eremita ingår i släktet Psychoda och familjen fjärilsmyggor. Inga underarter finns listade i Catalogue of Life.